# Граф единичных расстояний

Граф Петерсена является графом единичных расстояний — его можно нарисовать на плоскости так, что каждое ребро будет иметь единичную длину.

В теории графов графом единичных расстояний называется граф, образованный точками на евклидовой плоскости, при этом две вершины соединяются ребром, если расстояние между ними равно в точности единице. Рёбра графа единичных расстояний иногда пересекаются, так что они не всегда планарны. Граф единичных расстояний без пересечений называется спичечным графом.
Проблема Нелсона — Эрдёша — Хадвигера касается хроматического числа графов единичных расстояний. Известно, что существуют графы единичных расстояний, требующие 5 цветов для правильной раскраски и что все такие графы можно раскрасить не более чем в 7 цветов. Другая важная открытая задача, касающаяся графов единичных расстояний, спрашивает, сколько рёбер может иметь такой граф по отношению к числу вершин.

## Примеры

Граф гиперкуба Q_{4} граф единичных расстояний.

Следующие графы являются графами единичных расстояний:
- любой цикл;
- любая решётка;
- любой граф гиперкуба;
- любая звезда;
- граф Петерсена;
- граф Хивуда (Gerbracht 2009);
- Колесо W7;
- веретено Мозера, наименьший граф единичных расстояний с хроматическим числом 4.

## Подграфы графов единичных расстояний

Рисунок с единичными расстояниями графа Мёбиуса-Кантора, в котором некоторые несмежные рёбра тоже находятся на расстоянии единица.

Некоторые авторы определяют граф единичных расстояний как граф, который можно вложить в плоскость так, что любые две смежные вершины должны находиться на расстоянии единица, но не обязательно вершины, находящиеся на расстоянии единица, должны быть смежными. Например граф Мёбиуса-Кантора имеет графическое представление такого вида.
Согласно такому определению все обобщённые графы Петерсена являются графами единичных расстояний (Žitnik, Horvat, Pisanski 2010). Чтобы различать эти два определения, графы, у которых любые две вершины, находящиеся на расстоянии единица, соединены ребром, будем называть строгими графами единичных расстояний (Gervacio, Lim, Maehara 2008).

Колесо W_{7} с удалённой спицей как пример графа единичных расстояний, но не строгого графа единичных расстояний

Граф, образованный удалением одной спицы из колеса W7, является подграфом единичных расстояний, но не строгим графом единичных расстояний(Soifer 2008, С. 94).

## Подсчёт единичных расстояний
Эрдёш (Erdős 1946) предложил задачу оценки в множестве из n точек числа пар, находящихся на расстоянии единицы. В терминах теории графов вопрос состоит в оценке плотности графа единичных расстояний.
Граф гиперкуба даёт нижнюю границу числа единичных расстояний, пропорциональную {\displaystyle n\log n.} Рассматривая точки квадратной решётки с тщательно выбранным расстоянием, Эрдёш нашёл улучшенную нижнюю границу
{\displaystyle n^{1+c/\log \log n},}
и предложил премию в 500 долл. за выяснение, выражается ли максимальное число единичных расстояний функцией того же вида (Kuperberg 1992). Лучшая известная верхняя граница, согласно Спенсеру, Семереди и Троттеру (Spencer, Szemerédi, Trotter 1984), пропорциональна
{\displaystyle n^{4/3};}.
Эту границу можно рассматривать как число попаданий точек на единичные окружности и она тесно связана с теоремой Семереди — Троттера об инцидентности точек и прямых.

## Представление алгебраических чисел и теорема Бекмана-Куорлса
Для любого  алгебраического числа A можно найти граф единичных расстояний G, в котором некоторые пары вершин находятся на расстоянии A во всех представлениях с единичными расстояниями G (Maehara 1991) (Maehara 1992).
Этот результат подразумевает конечную версию теоремы Бекмана–Куорлса —для любых двух точек p и q, находящихся на расстоянии A, существует конечный жёсткий граф единичных расстояний, содержащий p и q такой, что любое преобразование плоскости, сохраняющее единичные расстояния в этом графе сохраняет расстояние между p и q (Tyszka 2000). Полная теорема Бекмана — Куорлса утверждает, что любое преобразование евклидовой плоскости (или пространства большей размерности), сохраняющее расстояния должно быть конгруэнцией. Таким образом для бесконечных графов единичных расстояний, вершинами которых является вся плоскость, любой автоморфизм графа должен быть изометрией (Beckman, Quarles 1953).

## Обобщение на большие размерности
Определение графа единичных расстояний может быть естественным образом обобщено на любую размерность евклидового пространства.
Любой граф можно вложить в виде набора точек в пространство достаточно высокой размерности. Маэхара и Рёдль (Maehara, Rödl 1990) показали, что размерность, необходимая для вложения графа, может быть ограничена удвоенной максимальной степенью.
Необходимая для вложения графа размерность, при котором все рёбра будут иметь единичную длину, и размерность вложения, при котором рёбра будут соединять в точности те точки, между которыми расстояние единица, могут существенно отличаться. Корону с 2n вершинами можно вложить в четырёхмерное пространство так, что все рёбра будут иметь единичную дину, но требуется по меньшей мере размерность n − 2, чтобы вложить так, что не будет пар вершин, находящихся на расстоянии единица, не соединённых ребром (Erdős, Simonovits 1980).

## Вычислительная сложность
Является NP-трудной задачей, точнее полной для теории существования вещественных чисел, проверить, является ли данный граф графом единичных расстояний или строгим графом единичных расстояний (Schaefer 2013).